# هيومن رايتس ووتش
هيومن رايتس ووتش (بالإنجليزية: Human Rights Watch)‏ وتعني «مراقبة حقوق الإنسان»، هي منظمة دولية غير حكومية معنية بالدفاع عن حقوق الإنسان والدعوة لها، مقرها مدينة نيويورك. تأسست في سنة 1978 للتحقق من أن الاتحاد السوفياتي يحترم اتفاقات هلسنكي، وكانت منظمات أخرى قد أنشئت لمراقبة حقوق الإنسان في مختلف أنحاء العالم. دمج هذه المنظمات نتج عن تأسيس هذه المنظمة.

## التاريخ
شارك في تأسيس هيومن رايتس السيد روبرت ل. برنشتاين وأرييه نيير اللذان كانا يعملان في منظمات غير حكومية في الولايات المتحدة. سيتم تأسيس المنظمة في عام 1978 لمراقبة امتثال الاتحاد السوفياتي لاتفاقية هلسنكي. حملت المنظمة في البداية اسم هلسنكي ووتش وذلك من أجل مراقبة تصرفات الحكومات وتتبعها من خلال وسائل الإعلام كما سعت -خلال تلك الفترة- إلى التأثير على صناع القرار في مجموعة من الدول لضمان حقوق الإنسان.
سلّطت المنظمة الأضواء على انتهاكات حقوق الإنسان في الاتحاد السوفيتي وأوروبا كما حاولت صنع وتثبيث الديمقراطية في أواخر 1980. تأسس فرع للمنظمة حمل اسم أمريكا ووتش في عام 1981 في وذلك خلال الحروب الأهلية التي اجتاحت أمريكا الوسطى. اعتَمدت المنظمة بشكل مكثف على مراسلين على الأرض من أجل تقصي الحقائق كما حاولت توثيق كل الانتهاكات التي ارتكبتها القوات الحكومية وحاولت أيضا تطبيق القانون الدولي الإنساني للتحقيق وفضح جرائم الحرب التي ترتكبها الجماعات المتمردة والثورية. لم يقتصر عمل أمريكا ووتش على هذا فقط؛ بل ركزت على رفع المخاوف والتحسيس بخطورة انتهاك حقوق الإنسان في البلدان المتضررة كما درست أيضا الدور الذي لعبته الحكومات الأجنبية وخاصة حكومة الولايات المتحدة في تقديم الدعم العسكري والسياسي إلى الأنظمة المسيئة والاستبدادية وتلك التي الراعية للإرهاب. بعد نجاح تجربة منظمة أمريكا ووتش تم تأسيس فروع أخرى بدءا بمنظمة آسيا ووتش عام 1985 مرورا بـأفريقيا ووتش عام 1988 ثم الشرق الأوسط ووتش عام 1989، كل هذه اللجان أو الفروع تم دمجها لتُشكل ما يعرف اليوم باسم هويمن رايتس ووتش.

### التأسيس والعضوية
هيومن رايتس ووتش هي منظمة دولية ينضوي تحت عضويتها أكثر من 180 شخصاً من المهنيين الذين يُكرسون جهدهم للعمل على مراقبة حقوق الإنسان في شتى بقاع العالم، وفيهم المحامون والصحفيون وأساتذة الجامعات والخبراء المختصون في شؤون بلدان العالم، وهم من مختلف الجنسيات ويقيمون علاقات مع جماعات حقوق الإنسان في العالم.
تأسست المنظمة عام 1978 حيث كانت تسمى لجنة مراقبة اتفاقيات هلسنكي وكانت مهمتها الأساسية مراقبة مدى امتثال دول الكتلة الاشتراكية للأحكام المتعلقة بحقوق الإنسان في الاتفاقية. كما نشأت في ثمانينيات القرن الماضي لجنة لمراقبة الأميركتين بشأن انتهاكات حقوق الإنسان. وسرعان ما تطورت المنظمة ونمت في أنحاء أخرى من العالم، إلى أن توحدت جميع اللجان عام 1988 في ما بات يعرف باسم هيومن رايتس ووتش. كان يرأسها منذ إنشائها وحتى سنة 1999 روبرت برنشتين وهو الآن رئيسها الشرفي.

## لمحة عامة
وفقا للإعلان العالمي لحقوق الإنسان فإن هيومن رايتس ووتش (تُعرف اختصارا برمز HRW) تعارض انتهاكات ما تُسميه حقوق الإنسان الأساسية وذلك بموجب الإعلان العالمي لحقوق الإنسان. وهذا يشمل عقوبة الإعدام والتمييز على أساس التوجه الجنسي. تدعو هيومان رايتس ووتش إلى الحرية المُقننة كما تحاول ربط هذه الحرية مع باقي حقوق الإنسان الأساسية مثل حرية الدين وحرية الصحافة. تسعى الهيئة إلى تحقيق التغيير من خلال الضغط علناً على الحكومات وصانعي القرار للحد من انتهاكات حقوق الإنسان كما تسعى إلى إقناع الحكومات «الأكثر قوة» إلى استخدام تأثيرها على الحكومات التي تنتهك حقوق الإنسان.
تنشر هيومن رايتس ووتش بحوثا وتقارير دورية عن انتهاكات المعايير الدولية لحقوق الإنسان كما حددها الإعلان العالمي لحقوق الإنسان. تُستخدم هذه التقارير كأساس للفت الانتباه الدولي إلى الانتهاكات والضغط على الحكومات والمنظمات الدولية إلى الإصلاح. تُرسل المنظمة أيضا باحثين وبعثات لتقصي الحقائق وذلك بهدف التحقيق في الحالات المشتبه في انتهاكها لهذه الحقوق كما تستخدم الدبلوماسية للبقاء على اتصال مع الضحايا ثم توفرهم لهم الأمن والعلاج أو الحماية في الحالات الحرجة وهذا ما يجعل الملفات عن العامة والأفراد تحظى بتغطية محلية ودولية من قبل وسائل الإعلام. أثارت هويمن رايتس ووتش -منذ نشأتها- ولحد الساعة عشرات القضايا الاجتماعية والسياسية المهمة بما في ذلك التمييز بين الجنسين، التعذيب، الاستغلال العسكري للأطفال، الفساد السياسي، انتهاكات العدالة الجنائية، أنظمة تقنين الإجهاض. كما وثقت هيومان رايتس ووتش مختلف انتهاكات القانون الإنساني الدولي التي تحصل خلال الحروب بما في ذلك تلك العربية.
تدعم هيومن رايتس ووتش أيضا الكتاب في جميع أنحاء العالم خاصة أولئك الذين يتعرضون للاضطهاد بسبب عملهم كما تُركز على من هم في حاجة إلى المساعدة المالية. حصلت المنظمة غير الربحية وغير الحكومية على منح وتمويل من شركة العقارات هيلمان/هاميت المملوكة للكاتب المسرحي ليليان هيلمان كما تحظى ببعض التمويل من الروائي داشييل هاميت. بالإضافة إلى تقديم المساعدة المالية تُساعد شركة هيلمان/هاميت المنح في رفع وعي الناشطين الذين يتم إسكاتهم عندما يُحاولون الدفاع عن حقوق الإنسان.

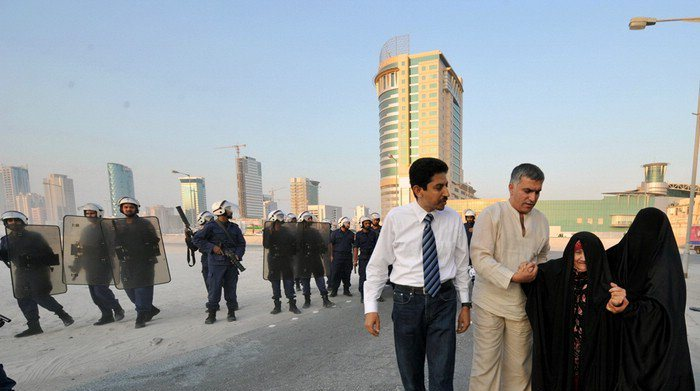
نبيل رجب يساعد امرأة عجوز بعدما هاجمت السلطة البحرينية مظاهرة سلمية يوم 14 آب/أغسطس 2010

تمنح هيومن رايتس ووتش سنويا جائزة للناشطين والمدافعين عن حقوق الإنسان في جميع أنحاء العالم وبخاصة من عانى -لسبب من الأسباب- خلال دفاعه عن حقوق الإنسان التي هي الموضوع الرئيسي للمنظمة. يعمل الفائزين عن كثب مع المنظمة ويساعدون في التحقيق في فضح انتهاكات حقوق الإنسان.
تُعد هيومن رايتس ووتش واحدة من ست منظمات دولية غير حكومية تأسست من أجل وقف استخدام الأطفال في الحروب عام 1998. شاركت المنظمة أيضا في الحملة الدولية لمنع الألغام الأرضية بل ضغطت من أجل تشكيل تحالف عالمي من جماعات المجتمع المدني التي ضغطت هي الأخرى بنجاح في سبيل التوقيع على معاهدة أوتاوا وهي المعاهدة التي تحظر استخدام الألغام الأرضية المضادة للأفراد.
تتبادل هيومن رايتس ووتش مع باقي المنظمات الدولية المعلومات حول حرية التعبير، كما شكلت شبكة عالمية من المنظمات غير الحكومية التي ترصد الرقابة في جميع أنحاء العالم بما في ذلك تلك في العالم الإسلامي. شاركت أيضا في تأسيس ائتلاف لمنع استعمال الذخائر العنقودية وقد أسفر هذا الائتلاف عن توقيع اتفاقية دولية لحظر الأسلحة. تُوظف هيومان رايتس ووتش أكثر من 275 من الموظفين بما في ذلك المحامين والصحفيين والأكاديميين وتعمل في أكثر من 90 بلدا في جميع أنحاء العالم. تُحافظ هيومان رايتس ووتش على الوصول المباشر إلى معظم البلدان من أجل كتابة تقاريرها التي تُركز فيها على الدول «المثيرة للجدل»، لكن وبالرغم من ذلك فقد منعت الكثير من الدول المنظمة من العمل على أراضيها لعدة أسباب بما في ذلك الخشية من تسرب معلومات قد تُضر بسمعة الدولة. بشكل عام يُمكن حصر هذه الدول في كوبا، كوريا الشمالية، السودان، إيران، إسرائيل، مصر، الإمارات العربية المتحدة، أوزبكستان ثم فنزويلا.

### مزاعم التحيز
انتُقدت هيومان رايتس ووتش في بعض الأحيان كما اتُهمت في أحيان أخرى بالتحيز خاصة من قبل الحكومات التي لديها سجل سيئ في انتهاكات حقوق الإنسان،  أمَّا باقي المنظمات غير الحكومية فقد عابت على رايتس ووتش قلة مراقبتها لبعض الدول. اتُهمت المنظمة أيضا بتداخل سياساتها مع سياسات الولايات المتحدة بل الخضوع لها في بعض الأحيان كما اتُهمت من قبل المتطرفين الإسرائيليين بالانحياز لصالح فلسطين في حين اتهم فلسطينيون وعرب آخرون المنظمة الحقوقية بالانحياز لصالح إسرائيل بسبب قرب هذه الأخيرة من الولايات المتحدة. تردُّ المنظمة بشكل روتيني على كل هذه «المزاعم» وترفض كل تلك الانتقادات وكل التقارير والنتائج التي تتهمها.

### المقارنة مع منظمة العفو الدولية
هيومن رايتس ووتش والعفو الدولية هما منظمتان شهيرتان ومعروفتان في مجال حقوق الإنسان بسبب عملهما الواضح والمتكرر في معظم الحالات الشديدة بما في ذلك القمع وسوء المعاملة في جميع أنحاء العالم. فعليا؛ هناك اختلافات رئيسية بين المنظمتان وتكمن بالأساس في الهيكل وأساليب تعزيز التغيير.
منظمة العفو الدولية هي منظمة عبارة عن «كتلة عضوية» تقوم على حشد أعضاء المنظمة المركزية كما تقوم على الدعاية من أجل التحسيس بمخاطر موضوع ما. تُركز هيومن رايتس ووتش في عملها على البحوث وكتابة تقارير طويلة لكن وفي المقابل تعمل منظمة العفو الدولية على كتابة تقارير مفصلة متوسطة الحجم كما تقوم بتنظيم حملات لإطلاق سراح الأفراد باعتبارهم «سجناء ضمير» وتضغط على الحكومات من أجل الإفراج عنهم. بالنسبة لرايتس ووتش فهي تضغط علنا على الحكومات القوية من أجل فرض واتخاذ إجراءات محددة على غيرها من الحكومات التي تنتهك حقوق الإنسان بما في ذلك تلك التي تعتقل الأفراد، ليس هذا فقط فهي تحاول فرض عقوبات على بلدان معينة كما تدعو إلى فرض عقوبات ضد كبار القادة في السودان خاصة أولائك الذين أشرفوا على حملات القتل الجماعي في دارفور.
توثق كلا المنظمتان انتهاكات حقوق الإنسان إلا أن رايتس ووتش تنشر تحليلات مطولة ومفسرة وتحاول فيها التطرق للخلفية التاريخية للصراعات المعنية ثم يقوم أعضائها فيما بعد بنشر تلك المقالات في مجلات أكاديمية. من ناحية أخرى تقوم منظمة العفو الدولية بكتابة تقارير لكنها تميل إلى أن تحتوي على تحليل أقل وبدلا من ذلك تركز على انتهاكات حقوق الإنسان.

## الأهداف وميدان العمل
ترصد المنظمة ما تقترفه الحكومات من أفعال في مجال حقوق الإنسان، بغض النظر عن توجهاتها السياسية وتكتلاتها الجغرافية السياسية ومذاهبها العرقية والدينية، وذلك بهدف:
- الدفاع عن حرية الفكر والتعبير.
- السعي لإقامة العدل والمساواة في الحماية القانونية، وبناء مجتمع مدني قوي.
- محاسبة الحكومات التي تنتهك حقوق الإنسان.

كما تتطلع المنظمة إلى كسب تأييد الرأي العام العالمي والمجتمع الدولي بأسره من أجل تعزيز الحقوق الإنسانية لكافة البشر.
ويجري باحثو المنظمة التحقيقات لتقصي الحقائق بشأن انتهاكات حقوق الإنسان في جميع أنحاء العالم، ثم تشر نتائج التحقيقات على شكل كتب وتقارير سنوية، الأمر الذي تغطيه وسائل الإعلام المحلية والعالمية ويساعد على إحراج الحكومات التي تنتهك حقوق الإنسان أمام العالم. كما تقدم المنظمة أحدث المعلومات عن الصراعات أوقات الأزمات –مثل شهادات اللاجئين– بهدف خلق رأي عام ورد فعل دولي إزاء الحروب في العالم.
كما تهتَّمُ المنظمة بقضايا العدالة الدولية، ومسؤولية الشركات العالمية، والحرية الأكاديمية، وأوضاع السجون، وحقوق المثليين، وأحوال اللاجئين.

## التمويل والخدمات
تلقت هيومن رايتس ووتش في سنة 2008 وحدها ما يقرب من 44 مليون دولار على شاكلة تبرعات لا غير. في عام 2009 ذكرت رايتس ووتش في تقرير لها أنها تتلقى ما يقرب من 75% من الدعم المالي من أمريكا الشمالية ثم 25% من أوروبا الغربية وأقل من 1% من بقية العالم. ذكرت المنظمة في عام 2008 أيضا أنها ترفض كل تمويل من حكومة دولة ما ور تقبل سوى التبرعات القادمة من الأفراد والمؤسسات.
أعلن الممول والمحسن جورج سوروس من مؤسسة المجتمع المفتوح في عام 2010 نيته منح 100 مليون دولار أمريكي إلى المنظمة على مدى فترة عشر سنوات وذلك بهدف مساعدتها على توسيع جهودها على الصعيد الدولي، ثم قال: «هيومن رايتس ووتش هي واحدة من أكثر المنظمات فعالية اي العالَم لذلك يجب أن تحصل على الدعم. حقوق الإنسان بالنسبة لنا هي أعظم الطموحات ... إن المنظمة في قلب المجتمعات المفتوحة.»
نشرت هيومن رايتس ووتش تقريرا توضح فيه برنامجها وتفاصيل عن خدمات الدعم والإنفاق للسنة المالية المنتهية في حزيران/يونيو 2011.
| برنامج المنظمة             | مصروفات سنة 2011 (بالدولار الأمريكي) |
| أفريقيا                    | $5,859,910                           |
| الأمريكتين                 | $1,331,448                           |
| آسيا                       | $4,629,535                           |
| أوروبا وآسيا الوسطى        | $4,123,959                           |
| الشرق الأوسط وشمال أفريقيا | $3,104,643                           |
| الولايات المتحدة           | $1,105,571                           |
| حقوق الأطفال               | $1,551,463                           |
| الصحة وحقوق الإنسان        | $1,962,015                           |
| العدالة الدولية            | $1,325,749                           |
| حقوق المرأة                | $2,083,890                           |
| برامج أخرى                 | $11,384,854                          |
| خدمات الدعم والإنفاق       |                                      |
| الإدارة العامة             | $3,130,051                           |
| جمع التبرعات               | $9,045,910                           |

نشرت هيومن رايتس ووتش تقريرا توضح فيه برنامجها وتفاصيل عن خدمات الدعم والإنفاق للسنة المالية المنتهية في حزيران/يونيو 2008.
| برنامج المنظمة             | مصروفات سنة 2008 (بالدولار الأمريكي) |
| أفريقيا                    | $5,532,631                           |
| الأمريكتين                 | $1,479,265                           |
| آسيا                       | $3,212,850                           |
| أوروبا وآسيا الوسطى        | $4,001,853                           |
| الشرق الأوسط وشمال أفريقيا | $2,258,459                           |
| الولايات المتحدة           | $1,195,673                           |
| حقوق الأطفال               | $1,642,064                           |
| العدالة الدولية            | $1,385,121                           |
| حقوق المرأة                | $1,854,228                           |
| برامج أخرى                 | $9,252,974                           |
| خدمات الدعم والإنفاق       |                                      |
| الإدارة العامة             | $1,984,626                           |
| جمع التبرعات               | $8,641,358                           |